# Ernest Joy
Ernest Joy (20 de enero de 1878-12 de febrero de 1924) fue un actor teatral y cinematográfico de nacionalidad estadounidense, activo en la época del cine mudo.

## Biografía
Nacido en Iowa, Joy debutó en la pantalla en 1911, a los 33 años de edad, en el film de Eclair American Hands Across the Sea in '76, dirigido por Lawrence B. McGill y protagonizado por Dorothy Gibson. A lo largo de su carrera, que duró hasta 1920, actuó en 76 películas. En las últimas de ellas, What's Your Hurry?, con Wallace Reid, tuvo solamente un pequeño papel.
Ernest Joy falleció en 1924 en Los Ángeles, California, a causa de una peritonitis. Tenía 46 años de edad. Había estado casado con las actrices Mabel Van Buren y Jessie Busley.

## Filmografía completa[2]

### Actor
| - Hands Across the Sea in '76, de Lawrence B. McGill (1911) - For the Man She Loved (1913) - A Mix-Up in Pedigrees (1913) - The Tomboy's Race, de Lucius Henderson (1913) - L'article 47 (1913) - An Accidental Clue, de Albert W. Hale (1913) - The Helping Hand (1913) - Romance and Duty (1913) - A Man's Awakening (1913) - The Prisoner of the Mountains (1913) - Helen's Stratagem (1913) - Educating His Daughters (1914) - Sorority Initiation (1914) - The Power of the Mind (1914) - The Thief and the Book (1914) - Just a Song at Twilight (1914) - The Clerk (1914) - The Reform Candidate - The Stronger Hand (1914) - Atonement (1914) - In the Spider's Web (1914) - His Punishment (1914) - Salomy Jane, de Lucius Henderson y William Nigh (1914) - Cameo Kirby, de Oscar Apfel (1914) - Mignon, de Alexander E. Beyfuss (1915) - The Goose Girl, de Frederick A. Thomson (1915) - After Five, de Oscar Apfel y Cecil B. DeMille (1915) - The Country Boy, de Frederick A. Thomson (1915) - Snobs, de Oscar Apfel (1915) - The Woman, de George Melford (1915) - Stolen Goods, de George Melford (1915) - The Wild Goose Chase - Chimmie Fadden, de Cecil B. DeMille (1915) - The Clue - The Voice in the Fog, de J.P. McGowan (1915) - Armstrong's Wife, de George Melford (1915) - Chimmie Fadden Out West, de Cecil B. DeMille (1915) - The Immigrant, de George Melford (1915) - The Golden Chance, de Cecil B. DeMille (1915) - Temptation, de Cecil B. DeMille (1916) - Pudd'nhead Wilson, de Frank Reicher (1916) | - The Blacklist, de William C. de Mille (1916) - The Sowers, de William C. de Mille y Frank Reicher (1916) - The Race - The Heart of Nora Flynn, de Cecil B. DeMille (1916) - Maria Rosa - The Clown, de William C. de Mille (1916) - The Dupe, de Frank Reicher (1916) - The Heir to the Hoorah, de William C. de Mille (1916) - Unprotected, de James Young (1916) - The Victoria Cross, de Edward LeSaint (1916) - Joan the Woman, de Cecil B. DeMille (1916) - Each to His Kind - The American Consul - The Silent Partner - The Inner Shrine, de Frank Reicher (1917) - Forbidden Paths, de Robert Thornby (1917) - The Squaw Man's Son - Hashimura Togo - Little Miss Optimist - The Call of the East, de George Melford (1917) - Nan of Music Mountain, de George Melford y Cecil B. DeMille (1917) - The Devil-Stone, de Cecil B. DeMille (1917) - Jules of the Strong Heart, de Donald Crisp (1918) - Rimrock Jones, de Donald Crisp (1918) - One More American, de William C. de Mille (1918) - The House of Silence, de Donald Crisp (1918) - The White Man's Law, de James Young (1918) - Believe Me, Xantippe, de Donald Crisp (1918) - We Can't Have Everything, de Cecil B. DeMille (1918) - The Firefly of France, de Donald Crisp (1918) - The Goat, de Donald Crisp (1918) - Johnny Get Your Gun, de Donald Crisp (1919) - The Dancin' Fool, de Sam Wood (1920) - A Lady in Love, de Walter Edwards (1920) - Notorious Miss Lisle, de James Young (1920) - What's Your Hurry?, de Sam Wood (1920) |

### Director de producción
- Three Black Eyes, de Charles Horan (1919)